# Afrim Gashi
Afrim Gashi, mac. Африм Гаши, trb. Afrim Gaszi (ur. 9 listopada 1977 w Skopju) – macedoński polityk narodowości albańskiej, parlamentarzysta, od 2024 przewodniczący Zgromadzenia Republiki Macedonii Północnej.

## Życiorys
W 2007 ukończył prawo na Państwowym Uniwersytecie w Tetowie. W 2021 został absolwentem studiów podyplomowych z zakresu nauk politycznych i praw człowieka na Uniwersytecie Świętych Cyryla i Metodego w Skopju. Pracował w mediach, przy projekcie prowadzonym przez UNICEF i jako nauczyciel. Od 2007 był redaktorem w jednym z wydawnictw. W latach 2009–2014 kierował organizacją pozarządową CDD. Od 2011 do 2014 pełnił funkcję redaktora naczelnego wydawanego w języku albańskim czasopisma „Shenja”.
W listopadzie 2014 współtworzył i objął stanowisko sekretarza generalnego Ruchu Besa, jednej z partii reprezentujących mniejszość albańską. W lutym 2018 w tracie kryzysu w tym ugrupowaniu został przez część działaczy wybrany na jego przewodniczącego. Ostatecznie w marcu 2019 założył nową formację pod nazwą Alternatywa, którą kierował do maja 2024.
W 2016 po raz pierwszy uzyskał mandat posła do Zgromadzenia Republiki Macedonii. Z powodzeniem ubiegał się o reelekcję w wyborach w 2020 i 2024. W maju 2024 został wybrany na przewodniczącego macedońskiego parlamentu.